# يهودية إصلاحية
الحركة الإصلاحية اليهودية، أصل نشأتها في القرن الثامن عشر الميلادي. يقول عبد الوهاب المسيري في مقال له: «يوجد إذاً جانبان في اليهودية: واحد إنساني يقبل الآخر ويحاول التعايش معه وهو جانب أقل ما يوصف به أنه كان هامشياً، وجانب آخر غير إنساني عدواني يرفض الآخر تماماً. ولكن في القرن التاسع عشر ظهرت حركة الاستنارة اليهودية واليهودية الإصلاحية التي أكدت الجانب الإنساني وعمقته وحذفت من الصلوات اليهودية أية إشارات لإعادة بناء الهيكل والعودة إلى الأرض المقدسة».

## تاريخ الحركة وأماكن وجودها
يقول الباحث د. لطف الله حيدر: شهد القرن الثامن عشر اتجاهين دينيين رئيسيين، متميزين ومتنافسين، في حياة اليهود الاجتماعية والفكرية، وقد ارتبط الاتجاه الأول ارتباطاً عضوياً باسم مؤسسه مندلسون (1729-1786) ودعا إلى التخلي عن العقائد اليهودية والطقوس الدينية القديمة. وقاد أنصار هذا الاتجاه حملة في سبيل التنوير (هاسكالاه) بينما كان الاتجاه الثاني يجسد النزعة نحو التمسك الصارم بحرفية التعاليم اليهودية التوراتية القديمة وشعائرها الجامدة والحفاظ على انعزالية اليهود ضمن (الجيتو) بانتظار المسيح المنقذ الذي سيقود اليهود إلى أرض الميعاد في فلسطين، وقد سمي الاتجاه الأول (التيار الغربي) نظراً لانتشاره الواسع بين يهود غرب أوروبا، وأطلق على الاتجاه الثاني اسم (التيار الشرقي) (نسبة إلى شطر أوروبا الشرقي) ا.هـ.
وهذه الحركة نبتت في ألمانيا حيث مولد مندلسون، وأما مكان وجودهم الفاعل وانتشارهم المذهل فهو في الولايات المتحدة الأمريكية ويقدر عددهم بمليونين، وفيها 700 معبد لهم، كما أن لهم مؤسسات علمية واجتماعية من أهمها: «كلية الاتحاد العبري» و «المعهد اليهودي للدراسات الدينية» و «اتحاد المجتمعات الكنسية العبرية الأمريكية» و «المؤتمر المركزي للحاخامات اليهود»، ولهم أيضا انتشار كبير في إنجلترا. وكان أنصارها يتزايدون باستمرار قبل أن تبدأ الاصطدام بالعقبات والصعاب.
واليهودية الإصلاحية والمحافظة هما أكبر الفرق الدينية اليهودية في الغرب.
يقول د. المسيري: (وتوجد معابد إصلاحية في حوالي 29 دولة تابعة للاتحاد العالمي لليهودية التقدمية، ويبلغ عدد أتباع الحركة حوالي 1.25 مليون. لكن الولايات المتحدة لا تزال المركز الأساسي الذي يضم معظم أعضاء هذه الفرقة. وتوجد 848 إبراشية يهود إصلاحية في الولايات المتحدة، ويشكل الإصلاحيون 30% من كل يهود أمريكا المنتمين إلى إحدى الفرق اليهودية (مقابل 33% محافظين و9% و26% لا علاقة بهم أي فرقة دينية أرثوذكس) ومع هذا تذكر أحد المراجع أن عدد اليهود الإصلاحيين مليون و300 ألف...
وقد اعترفت روسيا باليهودية الإصلاحية باعتبارها مذهباً يهودياً. وبالفعل، توجد جماعة يهودية إصلاحية الآن لها مقر في موسكو. ويمكن أن نتوقع انتشار اليهودية الإصلاحية لأنها صيغة مخففة سهلة من العقيدة اليهودية تناسب تماماً يهود روسيا وأوكرانيا وروسيا البيضاء ممن يودون التمسك بيهوديتهم وإظهارها والإعلان عنها حتى يتسنى لهم الهجرة إلى إســرائيل. ولكنهم، كباحثين عن اللذة، لا يريدون في الوقــت نفسه أن يدفعوا أي ثمـن عن طـريق إرجاء المتعــة أو كبـح ذواتهم أو إقامة الشعائر. واليهودية الإصلاحية تحقق لهم كل هذا، فهي تتكيف بسرعة مع روح العصر، وكل عصر).

## المؤسس وأبرز الشخصيات

### المؤسس، وبعض جهوده
تأسست الحركة الإصلاحية على يد موسى مندلسون (بن مناحم)، الذي ولد في ديسوي بألمانيا في 6 سبتمبر سنة 1729, ومات في برلين في 4 يناير 1786. 
وقد أشاع العلوم العصرية بين اليهود، وكان قد جمع بين علوم الدين اليهودي وفلسفته ومعارف القرن الثامن عشر، وكان شعاره: (الاستجابة للعادات وأعراف المجتمع العصرية، مع المحافظة والإخلاص لدين الآباء) ونمت من خلال تفاعل الثقافة اليهودية مع التجربة الأمريكية.
ولقد انبرى مندلسون كما يقول بعض الكتاب بتأثير من آراء وفلسفة لابينتز (1246-1716) التي آمن بها، إلى بيان طبيعة الصلة بين الوحي والفلسفة، فأعاد صياغة العقيدة اليهودية رافضا الاعتراف بأي ركن من أركانها الثابتة والمتوارثة، مما لا يمكن للعقل البشري بنوره الفطري أن يهتدي إليه أو يتثبت من صحته، فأعلن صراحة في كتابه «القدس» قوله: «أنا لا أقر بمبدأ» خالد«إلا ما أمكن تأسيسه أو التحقق من صدقه بالعقل»، فهو قد توج العقل على عرش الدين، وهو يختلف جوهريا عن العقل الذي آمن به موسى بن ميمون وغيره من علماء العقيدة اليهودية، ممن اعتبروا العقل رديفا للدين وتابعا له.
وكان من الخطوات التي انتهجها مندلسون في سبيل جعل أتباعه مقبولين من قبل الأجانب غير اليهود ترجمته للأسفار الخمسة (البنتاتوخ) إلى الألمانية، ليدعو اليهود الألمان إلى استبدال لغتهم بلغة الألمان القومية، وأتبع هذه الترجمة برعايته لتفسير التلمود بالعبرية حاول إعادة تأويل النصوص الدينية في ضوء معطيات الفكر الحديث.
عاش مندلسون ليشهد الثمرة الأولى لجهوده التربوية وذلك بافتتاح أول مدرسة يهودية حرة "frei schule" في برلين عام 1778 والتي كانت أول مدرسة يهودية حديثة جمعت في برامجها التعليمية بين العلوم الدينية والعلوم العصرية، والتي كانت تدرس جميعا باللغة الألمانية

### أبرز الشخصيات في الحركة

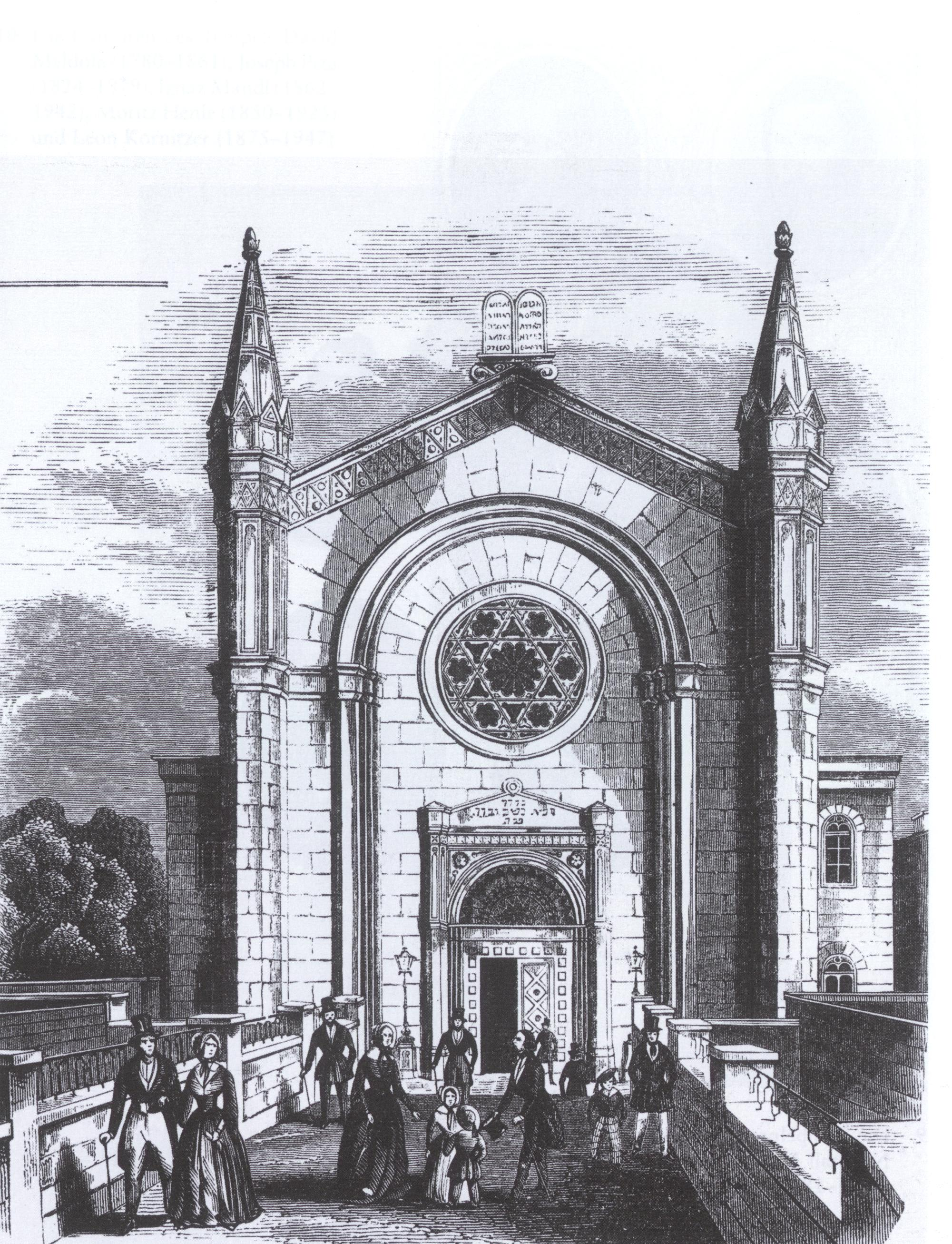
Israelitischer Tempel Poolstraße in Hamburg

لقد انتصرت لدعوة مندلسون عصبة من الرواد المخلصين ممن أيدوا منهجه، وأطلقوا على أنفسهم اسم المنورين، وتعاهدوا على إصدار دورية أدبية عنوانها «الجامع» استمر إصدارها لفترات منقطعة ما بين (1784-1811) باللغة العبرية معرضين عن لغة الياديش 
1- وكان من أشهر أنصار مندلسون «نفتالي هرتس ويسلي» (1725-1805) الشاعر الذائع الصيت والشهرة، وكان من أكثرهم إخلاصا وحماسا لدعوته، دعا إلى الانصهار في ثقافة العصر، وقام في كتابه المعروف «كلمات عن السلام والحقيقة» بدعوة يهود النمسا والمجر إلى الاستجابة المخلصة لنداء الإمبراطور جوزيف الثاني الذي دعا إلى استخدام اللغة الألمانية وإنشاء المدارس الحديثة لتعليم العلوم العصرية ذات الصلة بروح العصر ومطالبه. 
2- ومن زعماء الحركة الإصلاحية «أبراهام جايجر – جايكر-» (1810-1874)«زعيم الجناح المعتدل» الذي يشار إليه عادة بلفظ «التقدمي» وهو من أشهر الوعاظ والخطباء لهم، والذي تولى هذا المنصب في مدينة فيزبادن، وإليه يرجع الفضل أيضا في نشر صحيفة ناطقة بالاتجاهات الفكرية لهذه الطائفة ابتدءا من سنة 1832، واسمها «الصحيفة العلمية للاهوت اليهودي»، وفي سنة 1838 انتخبته طائفته حاخاما أكبر لها في مدينة برسلو، منافسا لحاخامها القديم «تيتكين»، وقد أحدث هذا الانتخاب خلافا حادا في زمانه في تلك المدينة.
ومن جهود جايجر في هذا أنه طالب بالتخلي عن فكرة (شعب الله المختار) كلياً، واعتبر أن تلك الفكرة عمقت عزلة اليهود.
وقد دعا جايجر إلى ضرورة ممارسة ضبط النفس في عملية الإصلاح مخافة أن تفقد الحركة كامل صلتها بأبناء بني إسرائيل ومشاعرهم الدينية، واجتهد في تطوير معارف أتباعه وذلك بما ألف ودون من كتب ورسائل أنكر فيها الأصل الإلهي للأسفار الخمسة، ورفض الاعتراف بالأحكام الشرعية الثابتة وحيا من السماء، وناصر الدعوة إلى إلغاء سنة الاختتان.
وبشر جايجر بمفهوم عالمي مجرد عن كل مضمون قومي، باعتبار أن إضفاء صفة قومية عليها يناقض ما أراده الله وقصده، وأعلن بأن داعيته إلى إجراء ما أجراه ينسجم مع التقاليد التلمودية المتوارثة التي تؤكد ضرورة رعاية المصالح تبعا لتغير الأزمان.
3- ومنهم "ديفيد فرايد لندر" (1706-1834)" زعيم الجناح الثوري، وهو أحد أكثر تلامذة مندلسون إخلاصا لدعوته والمؤسس الحقيقي لحركة الإصلاح، ولقد ذهب في جهوده إلى حدود متطرفة فقدم عام 1799 التماسا إلى السلطات الكنسية البروتستانتية ببرلين يطلب فيه السماح له ولأنصاره ومريديه الاشتراك في مراسيم الكنيسة، شرط أن يُعفوا من القول بألوهية المسيح، أو أي عقيدة تنافي العقل، ومن ممارسة الطقوس الدينية التي هي من لوازم المسيحية، وكان طبيعيا أن ترد الكنيسة طلبه هذا الذي تظمن ردة مشروطة عن اليهودية.
وقد كان أحد المفكرين اليهود القلائل الذين نادوا بالتخلي عن عقيدة الماشيَّح التي تسببت في عزل اليهود عن العالم غير اليهودي. وكان فرايدلاندر يرى أن المسألة اليهودية في شرق أوروبا لا يمكن حلها إلا عن طريق الإصلاحات التي تؤدي إلى الاندماج.
وكان هدفه هو الحفاظ على السبب الجوهري وراء نشاط الحركة والذي كان يتمثل في الدعوة إلى التوافق مع مطالب العصر والانصهار في المجتمع الغربي، واجتثابالعناصر والخصائص القومية التي من شأنها أن تؤثر سلبا على علاقات اليهود مع الأغيار.
4- ومنهم اليهودي الإصلاحي«إسرائيل يعقوبزون» الذي خصص أول هيكل للطائفة في بيته وكان ذلك في زيزن بألمانيا، ثم هيأ هيكلا آخر في بيته ببرلين سنة 1815.
5- وكان من أشد الإصلاحيين: «إسحاق صمويل ريدجو» (غوريتسيا، 1784-29 أغسطس 1855) وهو يهودي إيطالي.
6- ومنهم الحبر اليهودي «صموئيل هولدهايم»(1806-1860) من زعماء هيكل برلين عام 1849, وقد أقدم على استبدال السبت اليهودي ومراسيمه بالأحد المسيحي وطقوسه، وألغى الاحتفال باليوم الثاني لشهود القمر الجديد وولادته، ومع ظهوره وظهور جايجر بدأت حركة الإصلاحيين تتخذ أشد تطرفا وغلوا من قبل، فقد صرحا معا بلغة واضحة أن اليهودية عقيدة دينية وأخلاقية صرفة ليس فيها ما يشير إلى خصائص قومية.
7- وترتبط هذه الحركة الإصلاحية أيضا باسم «إسرائيل جاكبسون أو جيكوبسون»(1768-1828) الذي أسس أول هيكل (كنيس) يهودي للإصلاح في مدينة «سيسن برنزويك» بجهده الخاص ومن ماله، وقد جرى في هذا الهيكل ولأول مرة في تاريخ اليهودية أداء الصلوات والطقوس الدينية وفق صيغ المسيحية وتقاليدها الكنسية، وأول مناسبة يسمى فيها المعبد اليهودي بالهيكل.
8- سولومون فورمستشر (1808 - 1889) Solomon Formstecher حاخام ومفكر ديني ألماني يهودي، وأحد قادة حركة اليهودية الإصلاحية. اشترك في المؤتمرات الحاخامية المختلفة التي تناولت قضية اليهودية في العصر الحديث، وكتب عدة دراسات عن فلسفة الدين، ويُعَدُّ مؤلفه ديانة الفكر (1841) أهم مؤلفاته التي يصف فيها اليهودية بأنها ليست ديانة طبيعية (أي متمركزة حول الطبيعة) وإنما ديانة فكر عالمية ترى أن الإله يتجاوز الطبيعة، وأنه الحقيقة المطلقة ومصدر القيم. ويقصد فورمستشر بالفكر التحقق التاريخي الواعي للمطلق. ويذهب فورمستشر إلى أن التوحيد في الإسلام والمسيحية ليس كاملاً كما هو الحال مع اليهودية، وإنما هو توحيد مختلط تمتزج فيه العناصر الوثنية بالعناصر التوحيدية، وبذا تظل الأمة اليهودية التعبير الوحيد الصافي عن المطلق.
9- ومنهم إيـوجين بورويتـز (1924-) Eugene Borowitz 
حاخام ومفكر ديني إصلاحي. وُلد في نيويورك، وكان ابناً لموظف في أحـد مصانع الملابـس. درس في جامعـة أوهـايو وكلية الاتحاد العبري، وحصل على الدكتوراه في التربية من جامعة كولومبيا. 
عمل بورويتز حاخاماً في عدد من المدن الأمريكية من بينها نيويورك، كما عمل حاخاماً في البحرية الأمريكية. من أهم مؤلفاته لاهوت يهودي جديد يُولَد (1968) حيث يلخص المواقف اللاهوتية اليهودية الأساسية في العصر الحديث. أما كتابه القناع الذي يلبسه اليهود (1973)، فهو يتناول ما يتصور بورويتز أنه الأقنعة التي يرتديها يهود أمريكا. ويتناول الكتاب قضايا، مثل: الاندماج، وكُره اليهودي لنفسه، ومفهوم الشعب اليهودي، وعلاقة يهود الولايات المتحدة بالتقاليد الدينية اليهودية. ويتكون كتابه اليهودية الإصلاحية اليوم (1978) من ثلاثة أجزاء، وهو يتناول الأفكار والممارسات الأساسية لليهودية الإصلاحية، ويؤيد بورويتز في هذا الكتاب الاتجاه المتصاعد في صفوف اليهودية الإصلاحية نحو تَبنِّي الصهيونية والعودة إلى ممارسة بعض الشعائر اليهودية باعتبارها سبيلاً لتقوية الهوية. ويقوم بورويتز بتحرير مجلة شماع التي تعبِّر عن أفكار اليهودية الإصلاحية. 
10- ومنهم كوفمـان كولر (1843-1926) Kaufmann Kohler أحد زعماء اليهودية الإصلاحية. وُلد وتلقَّى دراسته في ألمانيا، ثم استقر في الولايات المتحدة عام 1869. وعمل حاخاماً للجماعة الإصلاحية في شيكاغو ونيويورك إلى أن عُيِّن رئيساً لكلية الاتحاد العبري عام 1903، وظل في هذا المنصب ثمانية عشر عاماً. وكان كولر الشخصية الأساسية في مؤتمر بتسبرج الإصلاحي حيث تم تَبنِّي قراراته الإصلاحية الشهيرة. كان كولر كاتباً كثير الإنتاج في حقلي الفلسفة واللاهوت، وكان معارضاً قوياً للصهيونية. وقد أسهم في تطور اليهودية الإصلاحية في الولايات المتحدة، وكان يُعَد العالم الإصلاحي الأساسي. اشترك في تحرير الترجمة اليهودية الأمريكية للعهد القديم، وفي الموسوعة اليهودية (القديمة التي صدرت في أوائل هذا القرن). وله دراسة منهجية تاريخية للاهوت اليهودي تُعَدُّ من أهم أعماله.

## التسمية وأسباب النشأة

### التسمية
تسمى هذه الحركة بـ (الحركة الإصلاحية اليهودية) و (التقدميين، التقدمية) -وعادةً ما يُستخدَم مصطلح «تقدمي» بديلاً لمصطلح «إصلاحي» خارج الولايات المتحدة و (اليهودية المتحررة) وبعضهم يطلق عليها (اليهودية التجديدية) والبعض يرى أنها فرقة أخرى، وكانت تسمى (الهسكالاة) أي التفهم واليقظة والنهضة. وهي العصرانية عند اليهود، وتسمى الإتجاه الاندماجي، وهي حركة علمانية حاولت إصلاح اليهودية من خارجها، وشعارهم: (كن يهوديا في بيتك وإنسانا خارج البيت).
وتسمى الحركة: «النيولوج» وهو الاسم العرفي (غير الرسمي) الذي كان يُطلَق على أعضاء الجماعة اليهودية في المجر والمنتمين إلى اليهودية الإصلاحية. 
ويقول منير البعلبكي في تعريف العصرانية: (إنها حركة تجديد واسعة نشطت في داخل الأديان الكبرى، داخل اليهودية وداخل النصرانية، وداخل الإسلام أيضا، إن هذه الحركة للتجديد عرفت في الفكر الديني الغربي باسم العصرانية "modernism".
وكلمة عصرانية هنا لا تعني مجرد الانتماء إلى هذا العصر، ولكنها مصطلح خاص، إذ تعني العصرانية في الدين: أي وجهة نظر في الدين مبنية على الاعتقاد بأن التقدم العلمي والثقافة المعاصرة، يستلزمان إعادة تأويل التعاليم الدينية التقليدية على ضوء المفاهيم الفلسفية والعلمية السائدة).

### أسباب النشأة
وأما أسباب النشأة فذكر المؤلفون أسبابا كثيرة، وهي: 
أولا : تبني الإيمان بروح العصر، وأهمية التطوير في الدين ليناسب العصر، وساعدتها الثورة العقلانية في أوروبا.
ثانيا : وهو يشبه الأول أنها جاءت نتيجة لحركة التنوير في القرن الثامن عشر، وازدياد معدلات العلمنة في العالم الغربي وفي اليهود.
ثالثا : ومن الأسباب : ما يدور من شكوك حول النص الديني، وكثرة تناقضاته بحيث يمكن لكل أحد أن يجد مستند لفكرته. 
رابعا : ومن أسباب النشأة أنها رد فعل للمتشددين الحسيديم وغيرهم، وإنقاذ اليهود من القيود التي كانوا يعانون من وطأتها طوال القرون. 
فيذكر الدكتور حسن ظاظا / ما ملخصه : أنه لا يمكن الحديث عن هذه الفرقة منفصلة عن شعبة من اليهودية التقليدية وهي شعبة المتصوفين (الحسيديم) وهم الذين وصلوا باليهودية المظلمة إلى أقصى درجات الدروشة، والتعلق بالخرافات، وادعاء المعجزات، وعلم الغيب، ونحو ذلك من مظاهر الدجل التي تلازم انحطاط الفكر الديني، في كل الأديان، وجموده.
وفي الوقت الذي كادت تسيطر هذه الفرقة على أرواح اليهود في أوروبا الشرقية وجزء من أوروبا الغربية، وعلى أجسامهم وأموالهم، ومع رقي العلم والثقافة في أوروبا، وظهور القوميات المستقلة، وتألق نظريات الحرية الفردية وحقوق الإنسان، أتيح لبعض الشباب اليهودي أن يأخذ بنصيبه من العلوم الحديثة، وأن يدخل من أبواب المعرفة نحو وعي أكثر من هذه الانعزالية اليهودية، وكانت هذه الحركة طلائع الوعي الفكري اليهودي.
فكانت هذه الحركة ردت فعل طبيعي للحسيديم، بل ولقرون التزمت والظلمات والدروشة، ولذلك كرهو المشنا والتلمود وكان عدوهم اللدود هو كتاب «شولحان عاروخ» الذي جمع فيه الرّبي يوسف كارو جميع الشرائع والأحكام والفتاوى والتفريعات الواردة في المشنا والتلمود، وأصبح العمدة عند المتحذلقين من اليهود، وكان الإصلاحيون يعتبرونه رمزا للجمود والتأخر، وعقبة في طريق التقدم.
خامسا : ومن الأسباب المذكورة أنها تأثرت بحركة الإصلاح الديني البروتستانتية التي همشت دور القساوسة والبابوات، وجعلت الكتاب المقدس مطروح لكل أحد يفهمه دون الحاجة إلى من يفسره.
سادسا : طبيعة الديانة اليهودية، فليس فيها مثلا معيار ديني يمكن به معرفة اليهودي من غيره، كما يوجد في الإسلام مثلا معيار يعرف به المسلم من الكافر، وعدم وجود تحديد واضح لأركان الإيمان في العهد القديم، ما يوجد في دينهم من تقديس للحاخامات مما جعل للعقل البشري مجالا في الدين، ومحاولة الوصول لهذه المرحلة أو إوالة الفواصل بين هذه الطبقة وغيرها من الطبقات.
وكانت هذه الطبيعة في الديانة نتيجة طبيعية فإن التوراة لم تدون إلا بعد نزولها بفترة طويلة، ودخل شروحها اختلافات كثيرة.
سابعا: وقد بدأ الإصلاح أيضا حين لاحَظ كثير من قيادات اليهود انصراف الشباب تدريجياً عن المعبد وعن الشعائر اليهودية بسبب جمودها وأشكالها التي اعتبروها بدائية متخلفة.
ثامنا : ومن الأسباب فشل اليهودية كنسق ديني في التكيف مع الأوضاع الجديدة التي نشأت في المجتمع الغربي ابتداءً من الثورة التجارية واستمرت حتى الثورة الصناعية وبعدها، وكذلك سقوط الجيتو كما يذكر د. المسيري.
تاسعا : وذكر في بعض المواقع على الشبكة أن سبب نشأة الحركة التأثر بالأفكار التي زرعها نابليون بونابرت وهي فكرة المساواة في فرنسا وفي البلدان الأوروبية التي وصلها نفوذه.
عاشرا: الشتات والعزلة والاغتراب الذي أصاب اليهود لمدة قرون كان من أبرز أسباب نشأتها، فكان أنصار هذا التيار يدعون لخروج اليهود من معازلهم ليأخذوا حقوقهم من دولهم ومجتمعاتهم، ويقومون بواجبهم تجاه أوطانهم التي يجب أن يكون لها ولاءهم أولاً وأخيراً على أساس المساواة في الحقوق والواجبات والمواطنية الكاملة.
وكل من المؤلفين يعبر عن هذا بأسلوب، ولا مانع أن يكون كل هذه الأسباب صحيحة.
فيعبر د. المسيري عن أسباب النشأة بما ملخصه : تحاول الحركة حل إشكالية الحلول الإلهي في الشعب اليهودي، وفي مؤسساته القومية، فهذا الحلول يجعل منهم شعبا مقدسا ملتفا حول ذاته، ولا يشير إلى شيء خارجه، وهو أمر مقبول داخل إطار المجتمع التقليدي، ولكن مع ظهور الدولة القومية التي ترى نفسها مطلقا فهي مرجعية ذاتية لا تقبل مرجعية متجاوزة لها، أصبح من الصعب أن تتعايش نقطتان مطلقتان – كما يعبر د. المسيري – داخل المجتمع الواحد.
لذا كان على أعضاء الجماعات اليهودية أن يتعاملوا بشكل أو بآخر مع الحلولية اليهودية التقليدية، وكان عليهم الوصول إلى صيغة حديثة لليهودية يمكنها التعايش مع الدولة القومية الحديثة المطلقة مع إصرارها على أن يعيد اليهودي صياغة ذاته ورؤيته حتى يدين لها وحدها بالولاء.
وقد حاولت اليهودية الإصلاحية حل إشكال الشعب المقدس عن طريق تبني الحل الغربي للمشكلة، وهو أن يكون الحلول الإلهي في نقطة ما في الطبيعة أو في الإنسان أو في التاريخ، بحيث يشكل المطلق ركيزة نهائية كامنة في هذه النقطة وغير متجاوزة لها، وقد ظهر العديد من هذه المطلقات الدنيوية أو الغيبيات العلمانية، لكن الذي يهمنا هو المطلق الدنيوي الذي يسمى «الروح» «جايست» في أدبيات القرن التاسع عشر في أوروبا («روح المكان» أو «روح العصر» أو «روح الشعب» أو «روح الأمة») الذي حل محل الإله وقد آمن الإصلاحيون بروح العصر (بالألمانية : تسايت جايست zeitgeist).
وهذه الصياغة من الحلولية تلغي الإله كنقطة متجاوزة، فتتوسع نقطة الحلول بحيث يصبح المطلق «روح العصر» إطارا يضم كل من اليهود والأغيار، وبذلك تصل اليهودية إلى صيغة تلائم العصر، وتتخلص من آثار الحلولية الجامدة التي عزلت اليهود عن مجتمعاتهم وجعلت معتقداتهم الدينية عبئا ينوؤون بحمله، وجعلت تعايشهم مع المطلق الجديد (الدولة العلمانية الحديثة) مستحيلا.ا.هـ 
ويرى الإصلاحيون أن اليهود شتتوا في أطراف الأرض ليحققوا رسالتهم بين البشر، وأن النفي وسيلة لتقريبهم من الآخرين وليس لعزلهم.
وجاء دعاة هذه الحركة ليقولوا بضرورة التخلي عن العنصرية التعصبية القديمة عند المطالبة بالحقوق المدنية، يقول إسحاق صمويل : (كيف نبرر أنفسنا أمام الأمم إذا كنا نثبت بسلوكنا كل يوم أن استمرارنا في التدين يتعارض مع التمتع بالحرية والمساواة).

## الآراء والأفكار
كانت لمندلسون آراء جديدة على اليهود من الناحية السياسية والإنسانية العامة، وهي تعتبر دستورا لهذه الفرقة، وخلاصتها : 
1-	أن اليهود يجب أن يندمجوا في إنسانية العصر، وأن يخرجوا من قوقعة العنصرية التي حبسوا أنفسهم فيها طيلة قرون طويلة.
2-	أن اليهودية دين فقط، وليست جنسية، وأنه من الخطأ أن أقول «يهودي إنجليزي» أو «يهودي روسي»..الخ، والأصح أن يقال إنجليزي متدين باليهودية، وروسي متدين بها، وهكذا.
3-	أن المساواة في الحقوق المدنية بين اليهود وغيرهم غير ممكنة إلا إذا اعتبر اليهود أنفسهم مواطنين في البلاد التي يعيشون فيها، لا يتميزون بلباس أو أكل أو لغة 
4-	لا يمكن ذلك إلا إذا تحدث اليهود بلغات أوطانهم، وتعلموا في مدارسها، وحاربوا في جيوشها، ولبسوا من الملابس ما يشبه بقية المواطنين، وخرجوا من الجتو وأقاموا مع غيرهم من الناس..

## الجهود في سبيل تحقيق الأفكار
لم يغير مندلسون بنفسه شيئا من الشرائع والطقوس التقليدية القديمة، ولم يتحقق في حياته شيء مما أراده إذ لم تختف مظاهر التعصب والكراهية والتمييز الديني ضد اليهود واليهودية، لكن أتباعه غيروا الشيء الكثير، لكي يعطوا للدين اليهودي صورة إنسانية ووطنية دون أن يضطروا إلى القيام بالتعمية على شكل شريعتهم، ورغم أن الحركة استهدفت ابتداء، فإن السبب الجوهري وراء نشاط الحركة ونموها الذي هيمن على مساراتها كان يتمثل في الدعوة إلى التوافق مع مطالب العصر والانصهار في المجتمع الغربي الحديث.

### المؤتمرات والمنظمات
فقد كان للحركة عدة مؤتمرات صاغت منطلقاتها : 
المؤتمر الأول : وكان من أخطرها تاريخيا عقدته الحركة لنزع الخلاف الذي حصل بين بعض أفرادها بسبب إنكارها لقدسية التوراة، هو المؤتمر الذي عقد بمدينة فرانكفورت عام 1845 والذي جرى فيه نقاش عام وشامل للتغييرات التي أجريت على الطقوس والمراسيم الدينية، وقد دعا عدد من الوفود إلى إلغاء كامل للعبرية، باعتبار أن تأكيد المحافظة عليها ينتهي إلى القول بأن اليهودية ديانة قومية، في حين أكدت أغلبية الوفود على ضرورة الإبقاء عليها لا باعتبارها القومي والتاريخي وإنما مراعاة لمشاعر أبناء الجيل القديم وتقديرا لعواطفهم. 
الثاني : وكان أكبر حدث شهدته الحركة أيضا عام 1885, حيث اجتمع تسعة عشر حبرا من مفكريها في أمريكا وأصدروا وثيقة هامة، ظلت لمدة نصف قرن تعبر عن مبادئ الحركة وعقيدتها، وعرفت هذه الوثيقة باسم «خطة بتسبرج» شملت ثمانية مبادئ. تدعوا إلى موافقة العقل، والتلاؤم مع أفكار العصر، وأن لا يقبل من الشريعة الموسوية إلا أحكامها الأخلاقية.
الثالث : ومن هذه المؤتمرات وهو أقدم مما قبله : مؤتمر برونزويك 1844, حضره 24 حاخاما معظمهم من الإصلاحيين، وكانت نتائجه إلغاء صلاة كل النذور، واعتبار البلاد التي يعيشون فيها أوطانهم وبلاد آبائهم، والموافقة على الزواج المختلط والنسل يكون يهوديا.
المؤتمر الرابع : مؤتمر برسلاء 1846: حضره22حاخاما إصلاحيا، وكانت نتائجه تعديل قوانين السبت والتخفيف من حدتها، وألغى اليوم الثاني من الأعياد، وحاول تعديل طريقة الختان، وأبطل بعض عادات الحداد، وأدى ذلك إلى زيادة الخلاف مع اليهود الآخرين، وتوقفت المؤتمرات في ألمانيا وبدأت في أمريكا.
المؤتمر الخامس : مؤتمر فيلادلفيا : حضره 12 حاخاما إصلاحيا، كانت نتائجه إنهاء بقايا التفرقة بين الكهنة واليهود العاديين، إنكار البعث، والصلاة تكون بلغة الوطن.
المؤتمر السادس : المؤتمر المركزي للحاخامات الأمريكيين 1889: وقد أصبح يعقد سنويا بعد ذلك، وكانت نتائجه : أعدت كتب صلوات، اختفت النزعة القومية، البعد عن استخدام اللغة العبرية، وكان في بدايته معاد للصهيونية، ولكن مع استمرار عقده وفي عام 1974 جعل من المهم إعمار فلسطين وانعكس ذلك على كتاب الصلوات الذي عدل بعد.
ومما صنع من جهود لنشر فكر هذه الحركة : كلية الاتحاد العبري، المعهد اليهودي للدين : 
وهو معهد ديني يهودي أسسه إسحق ماير وايز عام 1875 في سنسناتي بولاية أوهايو الأمريكية لدعم اليهودية الإصلاحية في الولايات المتحدة، ودفعها إلى الأمام. وقد أسس ستيفن وايز المعهد اليهودي للدين في نيويورك عام 1922 لتحقيق الأهداف نفسها. واتحدت المدرستان عام 1950 تحت اسم كلية الاتحاد العبري ـ المعهد اليهودي للدين. وكان من بين رؤسائها: ستيفن وايز، وإسحق وايز، وكولر كوفمان. ويتخرج في هذه المدرسة الموحدة نحو 30 حاخاماً في السنة بعد خمس سنوات دراسية. وقد خرَّجت مدرسة سنسناتي ما يربو على ستمائة حاخام. وقد خرجت مدرسة نيويورك أكثر من مائتين وخمسين حاخاماً. وتغطي مدرسة سنسناتي مساحة تساوي 18 هكتاراً تقريباً، وتحتوي مكتبتها على 140.000 كتاب، و3.000 مخطوط، و3.000 مخطوط للموسيقى. وهي تنشر كتاباً سنوياً ودراسات في الببليوجرافيا وأخبار الكتب. وفي سنة 1947، أسست المدرسة الأرشيف اليهودي الأمريكي، الذي يهدف إلى تطوير دراسة تاريخ اليهود في الولايات المتحدة. ويتبع المعهد كذلك متحف لبعض المقتنيات المهمة من وجهة النظر اليهودية. وتشمل المدرسة التي مقرها نيويورك مدرسة الاتحاد اليهودي للتربية لإعداد مديري المدارس والمدرسين للعمل بالتعليم الديني اليهودي، كما تضم مدرسة الاتحاد اليهودي للموسيقى الدينية التي تدرِّب المرتلين بعد أربع سنوات من الدراسة. وتضم مكتبتها ما يزيد على 50.000 كتاب. ولكلية الاتحاد اليهودي مركز فرعي في القدس. 
وقد أسست أولى الأبرشيات الإصلاحية في فلسطين عام 1936, في حيفا وتل أبيب والقدس، وفي عام 1939, اسست مدرسة ليوبابك في حيفا، وهي أول مدرسة دينيية غير أرثوذكسية في فلسطين (إسرائيل)، ويعد معبد أيل الذي أسس عام 1958 أقدم المعابد الإصلاحية (التقدمية) في إسرائيل، وفي عام 1963, أسست كلية الاتحاد العبري فرعا لها في القدس.
وقد تم توسيعها عام 1987، ثم أصبحت المقر الرئيسي للإتحاد العالمي لليهودية التقدمية، ويوجد قسم بالكلية لإعداد الإسرائيليين ليصبحوا حاخامات إصلاحيين، وقد تم ترسيم أول حاخام إصلاحي متخرج في المدرسة عام 1980، وبلغ عددهم 12 عام 1992، وكل حاخامات إسرائيل الإصلاحيين (التقدميين) أعضاء في مجلس الحاخامات التقدميين. ولا يقبل حاخامات إسرائيل الإصلاحيون تعريف اليهودي الذي يقبله حاخامات الولايات المتحدة الإصلاحيون. 
ويوجد فرع لكلية الاتحاد العبرية في إسرائيل، وقد انتقل المقر الرئيسي للاتحاد العالمي لليهودية التقدمية إلى القدس عام 1972, وفي عام 1980 تم تأسيس حركة الشباب الدولية الإصلاحية الصهيونية في القدس وتتبعها عشرة فروع، وتتبع الفرع الإسرائيلي حركة الكشافة الإسرائيلية، ولا يزيد عدد اليهود الإصلاحيين في إسرائيل عن عشرين ألف وهذا ما يراه المسيري أما غيره فيرى أنهم لا يزيدون عن ألف يهودي إصلاحي. 
وأيضا : الاتحاد العــالمي لليهوديــة التقدميــة 
World Union for Progressive Judaism 
وهي منظمة أُسِّست في لندن عام 1926 للتنسيق بين مجموعات اليهود الإصلاحيين ولتأسيس مراكز جديدة لليهودية الإصلاحية. ويعقد الاتحاد مؤتمراً عالمياً لمناقشة موضوع بعينه. وقد أسس الاتحاد في سنة 1955 مركزاً عالمياً للدراسات الدينية والتدريب في باريس للحاخامات التقدميين الإصلاحيين. وتتبع الاتحاد مؤسسات في 18 بلداً، كما يتبعه نحو مليوني عضو. ولقد تم الاعتراف بالاتحاد كمنظمة استشارية غير حكومية في الأمم المتحدة واليونسكو.

### التغييرات والآراء
مما فعله أتباع مندلسون نتيجة لتلك المؤتمرات والجهود الأخرى أنهم عدلوا فكرة التوراة حتى أصبحت بالنسبة لهم مجرد نصوص أوحى الله بها للعبرانيين الأولين، فيجب احترامها لكن يجب أن تتكيف مع العصور المختلفة، فيكون للقانون الإلهي السلطة والحق طالما كانت أوضاع الحياة التي جاء لمعالجتها مستمرة، وعندما تتغير الأوضاع يجب أن ينسخ القانون، حتى وإن كان الإله صاحبه ومشرعه، أي أن الشريعة فقدت سلطتها الإلزامية المطلقة وأصبحت روح العصر النقطة المرجعية والركيزة النهائية.
يقول اليهودي «هولدهايم» في أحد كتبه : (إن التلمود يتحدث متأثرا بفكر زمانه، وهو حق في ذلك الزمان، وأنا أتحدث منطلقا من فكر متقدم في عصري هذا، وبالنسبة لهذا العصر فأنا محق)، وبهذا المبدأ أزاح هولدهايم التلمود من مكانته التشريعية المعهودة عند اليهود. 
وكان من أهم ما أحدث أتباع مندلسون وقد سبق ذكر بعضها :
1-	إنقاص الأدعية والصلوات إلى الحد الأدنى، مع إباحة تلاوتها بلغات البلاد القومية حيث يعيش هؤلاء اليهود.
2-	 نادى جايجر بحذف جميع الإشارات إلى خصوصية الشعب اليهودي من كل طقوس الدين وعقيدته وأخلاقه وأدبه.
3-	أبطلوا كل الفوارق بين الكهنة واللاويين وبقية اليهود.
4-	ترك الترانيم الشعرية العبرية والآرامية القديمة.
5-	إدخال الآلات الموسيقية وفرق الإنشاد الجماعي «الكورس» من الجنسين في المعبد والترنم بألحان حديثة مؤلفة ومكتوبة«على النوتة» خصيصا لطقوسهم، وانتهى ذلك التطوير بإدخال الأرغن في المعبد اليهودي تقليدا للكنائس والكاتدرائيات. 
6-	أنكروا في اعتقادهم أن يكون «الخلاص» معناه إقامة دولة في فلسطين، وهم بذلك كانوا وما زالوا من الفرق غير الصهيونية، فعندهم أن الخلاص يكون في الدنيا بالحصول على المساواة في الحقوق المدنية ولا ضرورة إطلاقا لربط ذلك بفلسطين أو بغيرها من البلاد. فمن مواقفهم المفصلية (نحن لا نعتبر أنفسنا أمة بعد اليوم، بل جماعة دينية، ولذا نحن لا نتوقع عودة إلى فلسطين، أو عودة قربانية في ظل أبناء هارون، ولا استرجاعاً لأي من القوانين المتعلقة بالدولة اليهودية). فقد رفضوا وعد بلفور وكل المحاولات السياسية التي تنطلق من فكرة الشعب اليهودي.
7-	خالفوا جميع اليهود إذ قالوا إن الله فعل خيرا ببني إسرائيل إذ فرقهم في الأرض، فهم بذلك يستطيعون أن يعيشوا في كل الآفاق وأن يقيموا فيها الدليل على الدعوة الموسوية.
8-	كما عدل الإصلاحيين من فكرة عودة (الماشيح) فأحلوا محلها فكرة العصر الحديث، عصر حضارة العقل والقلب الجامعة، اقترابا لتحقيق أمل (إسرائيل الماشيحاني) العظيم من أجل إقامة مملكة الحقيقة والعدالة والسلام بين جميع البشر.
9-	ولأنهم صرفوا النظر عن إعادة بناء الهيكل في أورشليم بالذات، فإن كل معبد من معابدهم في أي مكان يطلق عليه اسم «الهيكل»، وكانت هذه أول مرة يستخدم فيها هذا المصطلح، لأنه لم يكن يطلق إلا على الهيكل الموجود في القدس، ومعنى ذلك أن الإصلاحيين بتسميتهم معبدهم هذه التسمية الجديدة «هيكل» كانوا يحاولون تعميق ولاء اليهودي إلى الوطن الذي يعيش فيه، ويحاولون نقل الحلول الإلهي من مكان سيعودون إليه في آخر الأيام إلى مكان يرتادونه هذه الأيام. وأول هيكل خصص للطائفة هو الذي هيأه في بيته اليهودي الإصلاحي إسرائيل يعقوبزون كما سبق، وفي سنة 1818 شهدت الطائفة تشييد أول هيكل يبنى خصيصا إقامة الشعائر، في الثغر الألماني الكبير همبورج، وكانت الصلوات، معضمها إن لم يكن كلها، تقال فيه باللغة الألمانية لا العبرية طبقا لمبادئ اليهود الإصلاحيين، وجاء في خطبة افتتاح أول معبد لهم (إن الدنيا كلها تتغير من حولنا، فلماذا نتخلف نحن).
10-	أباحوا اختلاط الجنسين من المصلين في هذا «الهيكل» وأجازوا الزواج بغير اليهودي.
11-	منعوا تغطية الرأس أثناء الصلاة أو استخدام تمائم الصلاة «تفيلين». متأثرين في ذلك بالصلوات البروتستانتية.
12-	حاولوا تأكيد الجانب العقائدي والأخلاقي على حساب الجانب الشعائري أو القرباني، فهم يرون أن اليهودية الحاخامية تدور في إطار الشعائر المرتبطة بالدولة اليهودية والهيكل، والتي لم تعد لها أي فعالية أو شرعية، فيقول بعضهم : (أن جوهر اليهودية ليست أشكالا ولا حتى شريعتها، ولكن جوهرها هو أخلاقها) 
13-	أعادوا في الجانب الفكري تفسير اليهودية على أساس عقلي، وأعادوا دراسة التوراة على أسس علمية فالعقل أو العلم هو موضع الحلول الإلهي، أو المطلق في المنظومات الربوبية.
14-	نادوا بأن الدين اليهودي أو العقيدة الموسوية وهي التسمية المقدمة لديهم تستند إلى قيم أخلاقية تشبه قيم الأديان الأخرى.
15-	سمحوا مؤخرا بترسيم حاخامات إناث.
16-	لا اعتراف بأي يوم من أيام الصيام، بعد أن كان اليهود يصومون أيام كيوم الغفران وأسابيع الحداد وغيرها.
17-	أبطلوا لبس شال الصلاة إلا للحاخامات، كما أنهم أصبحوا لا يلبسون طاقية الصلاة.
18-	نفوا وجود الملائكة.
19-	أنكروا فكرة البعث والجنة والنار، وأحلوا محلها فكرة خلود الروح.
20-	أسقطوا معظم شعائر السبت ومن بينها تحريم استخدام السيارة بما في ذلك الوصول للمعبد، وعدم استعمال أية آلة كهربائية، وهم في الوقت الحاضر لا يحتفلون في يوم السبت وإنما يختار أعضاء الأبرشية أي يوم في الأسبوع للاجتماع، وتأخذ الشعائر في هذه الحالة شكل صلاة قصيرة وقراءة بعض الفقرات من أي كتاب، ولعل هذا هو الانتصار النهائي لروح العصر.
21-	وقد ازداد التكيف مع روح العصر تطرفا، ولذا فقد قبلت اليهودية الإصلاحية المثليين جنسيا كيهود، ثم رسمت بعضهم حاخامات، وأسست لهم معابد إصلاحية معترفا به من قبلهم. 
جاء موقع هيئة الإذاعة البريطانية/ بي. بي. سي : «ووافق المؤتمر المركزي للحاخامات الأمريكيين التابع لحركة الإصلاح اليهودية على مباركة زواج المثليين من الجنسين في طقوس دينية يهودية. وقال رئيس المؤتمر الحاخام تشارلز كرولوف : إن من حق المثليين الاعتراف بزواجهم واحترامهم. إن المؤتمر اليهودي ذهب بموافقته تلك إلى مدى أبعد من أي حركة دينية أخرى في الولايات المتحدة في منح حقوق للمثليين؛ فحتى صدور هذا القرار كان المثليون يضطرون للبحث عن حاخام يقبل تزويجهما بصورة فردية. وكانت مراسم الزواج تتفاوت بين مباركة بسيطة وعرس كامل يشبه حفلات الأعراس التقليدية. في عام 1990م وافقت الحركة على تعيين حاخامات يهود من المثليين اعتماداً على مبدأ أن جميع اليهود متساوون في التدين بغض النظر عن توجهاتهم الجنسية».
22-	اهتموا جدا بالوعظ والإرشاد في داخل الهيكل، بحيث كانوا يختارون لكل هيكل، إلى جانب «الحزان» وهو الحاخام الذي يقوم بالكهانة في أثناء الطقوس ؛ خطيبا يتحرون فيه طلاقة اللسان وسعة العلم وقوة التأثير في الجماهير، ويسمى عندهم «مَطِّيف» ومن أشهر هؤلاء الوعاظ الخطيب اليهودي الإصلاحي المشهور «إبراهام جايجر» كما سبق.
23-	 عادوا الحركة الصهيونية وكان هذا من الطبيعي، وقد عقدوا عددا من المؤتمرات للتعبير عن رفضهم للصهيونية.
24-	وانتهى الأمر بهذه الحركة إلى أن خلعت النسبية على كل العقائد ونزعت القداسة عن كل شيء، أي أنها في محاولتها إدخال عنصر النسبية الإنسانية والتهرب من الحلولية، سقطت في نسبية تاريخية كاملة بحيث أسقطت كل الشعائر وكل العقائد تقريبا..
وطبيعة هذه الطائفة كانت تفرض عليها أن تظل نشيطة لا تتوقف عن الحركة، والواقع أنها لم تقصر من هذه الناحية، فكان أقطابها ما يزالون يجتمعون في مؤتمرات عامة، وكان من أوائلها مؤتمر في برنشويج وآخر في فرانكفورت وثالث في برسلو في السنوات من 1844 إلى 1846.

## الآثار والمواقف

### الآثار على أتباعها
التجربة الواقعية أثبتت أن (الديانة اليهودية) بدون طقوسها الخاصة التقوقعية تصبح لا شيء، ولذا كان من اليسير، بل من المنطقي بالنسبة لليهود المندمجين المعتنقين للمذهب الإصلاحي أن يعتنقوا المسيحية. فأولاد موسى مندلسون وأولاد فرايد لندر، كلهم اعتنقوا المسيحية، ويذكر ابراهام ليون أنه خلال ثلاثين سنة تحول نصف يهود برلين إلى المسيحية.
وكان كثيرون أيضا يخرجون من الدين ويعتنقون المسيحية رغبة في السلام وإيثارا للاندماج وأملا في الحصول على مراكز متقدمة في الحياة.
ولقد كفر كثير من أتباع مندلسون بالدين عموما فتابع كل عقله إلى حيث هداه، عملا بوصايا مرشدهم.
الموقف منها والمعارضات وأسبابها :
قد كانت الإصلاحات في بداية الأمر ذات طابع شكلي وجمالي وقام بها أعضاء ليسوا جزءاً من المؤسسة الدينية ؛ ولذا، لم تثُر ردة فعل حادة عند التقليديين برغم اعتراضهم على كثير منها، ولكن لما بدأت التغيرات تكتسب طابعاً عقائدياً واتجهت نحو إصلاح العقيدة نفسها، تغيَّرت طبيعة رد الفعل، فقد لقي أصحاب هذه الحركة معارضات ومعوقات ومصاعب شديدة خاصة في شرق أوروبا. 
يقول أحد الكتاب : وبالرغم من نجاح حركة الاستنارة اليهودية في غرب أوروبا إلا أنها جوبهت بمقاومة عنيفة في شرق أوروبا بسبب ظهور القوميات في أوروبا وسرعة تطور الرأسمالية المحلية، الأمر الذي لم يتح التكيف لليهود المرتبطين بأشكال إنتاجية إقطاعية، هذا بالإضافة إلى وجود طوائف يهودية أكثر تخلفا من طوائف أوروبا الغربية مثل (الحسيدية) و (الربانيم).
وكان من أسباب مواجهة الإصلاحيين هو التخوف الكبير من قبل دعاة (الأمة اليهودية) من هذه الحركة الإصلاحية. فقد كانوا يتخوفون من أن يؤدي تنوير اليهود وخروجهم من عزلتهم واندماجهم في مجتمعاتهم لانتهاء أسطورة (الأمة اليهودية) وأسطورة (شعب الله المختار). 
ومن أسباب هذه المعارضات أن الحركة الإصلاحية جاءت محاولاتها وسط دوامة التأثيرات التلمودية الواسعة على اليهود التي فاقت تأثير «التوراة» عليهم ؛ لذلك فقد اصطدم أنصار هذا التيار الذي أراد أن يُخرج اليهود من تقوقعهم وانعزالهم، بسيطرة التلمود وسطوته على عقول أتباع الديانة اليهودية.
وبسبب الأصولية اليهودية المتشددة لا تعترف إسرائيل بهذه الحركة لأن الأحزاب السياسية يمينية أو أصولية بحاجة إلى الأرثوذكسية. 
ولما كان الإصلاحيون يعادون الصهيونية، وكانت الصهاينة جزء لا يتجزأ من المصالح الاقتصادية والحضارية للغرب، والولايات المتحدة تشجع المشروع الصهيوني، لم يكن من الممكن أن تستمر العقيدة الإصلاحية في مقاومة الواقع الإمبريالي في الغرب، الممالئ للصهيونية.
ومما يبين حدة الخلاف بين أفراد الصهاينة والإصلاحيين ما جاء في صحيفة (هآرتس) والتي أوردت ذلك في عددها الصادر في 20/7/1998 : أن اللجنة الحكومية التي يترأسها وزير مالية العدو يعقوب نئمان، أعدت توصية تقضي بإنشاء باحة إضافية جديدة إلى الجنوب من الباحة الرئيسية الحالية لما يسمى حائط المبكى ـ البراق ـ؛ لتكون «مكاناً بديلاً» يصلي فيه أتباع التيار الديني اليهودي الإصلاحي، الذين تحرمهم الحاخامية اليهودية الكبرى حتى الآن من التعبد والصلاة مع أتباعها من المتدينين المتزمتين والمحافظين في نفس المكان من الباحة الرئيسة لما يسمى حائظ المبكى ـ البراق ـ الذي تحتكر الحاخامية الكبرى لنفسها المسؤولية عن إدارة شؤون صلاة اليهود فيه.
وفي موقع الشهيد على الشبكة : (واتهم رئيس بلدية القدس «إيهود أولمرت» الحركة اليهودية الإصلاحية ومقرها الولايات المتحدة بأنها «بصقت في وجه» إسرائيل بعدولها عن تنظيم رحلات للشباب اليهودي إلى إسرائيل.
واتخذت الحركة قرارها بعد العملية الاستشهادية التي أسفرت في الأول من حزيران عن مقتل عشرين شخصا في تل أبيب، معظمهم من الشباب الإسرائيليين من أصل روسي)، وهذا يبين المعارضة والانقسام في صفوف اليهود والذي اعترفوا به، مما ينبغي معه على المسلمين من استغلاله لصالحهم إن أمكن، وقد تقدم بيان شدة معارضة الإصلاحيين أهداف الصهيونية السياسية.
ويمكن تلخيص العقبات والصعاب الأخرى التي اصطدمت بها حركة «التنوير اليهودي» كما لخصها بعض الكتاب فيما يلي :
1- تراجع شعارات المساواة في الحقوق والواجبات للجميع على أساس المواطنة الواحدة، إثر عودة الملكية إلى فرنسا، وسيطرة الأفكار الرجعية على أوروبا مجدداً وسيادة روح التعصب.
2-إن معظم الحركات اليهودية الفاعلة، كانت منتشرة في دول أوروبا الشرقية حيث كانت تحكم أنظمة تسلطية مطلقة.
3- النظرة الدونية تجاه الديانة اليهودية في دول أوروبا الشرقية، وبالتالي فلا مساواة بين المتفوق حضارياً والدوني الذي يجب عليه تمثل المتفوق لا المساواة معه.
4- عمليات القمع والإرهاب التي كانت تمارس بحق اليهود خارج الفيتو خاصة في أوروبا الشرقية.
5- المنافسة البرجوازية «المسيحية» لليهود في مجالات عملهم: التجارة – الأقراض. دون أن تتوفر لليهود العوامل المناسبة (موضوعياً وذاتياً) لممارسة مهن أخرى.
6- الازدياد المطرد في أعداد اليهود، ففي روسيا على سبيل المثال "... على الرغم من معدلات الهجرة العالية إلى الولايات المتحدة، وعلى الرغم من اندماج أعداد لا بأس بها، فإن معدل تزايد السكان اليهود كان يفوق بمراحل معدل الهجرة والاندماج. لقد كان عدد اليهود عام 1850: 2.350.000، ولكنه تضاعف خلال خمسين عاماً ليصبح 5.000.000 عام 1895.

### أسماء أشهر المعارضين
1- كانت أول المضايقات والمعارضات للحركة من الأفراد من جانب الداعية الصهيوني «سمولنسكين» ومدرسته التي ضمت جماعة من أمثال الكاتب والمفكر الصهيوني موسى هيس ومن قبله الحاخام المتطرف صبي كاليشر.
2- ومنهم الحاخام الأرثوذكسي الإسرائيلي تسفي هلبرشتاين الذي وصف الإصلاحيين بأنهم كفرة، حتى إنه لم يستخدم كلمة يهود فيهم أصلا، وقال : أخرجوا أنفسهم عن الدين اليهودي، وأصبحوا خارج السياج المحيط بشعب إسرائيل، وليست لهم أية حصة في أرض إسرائيل. ثم أضاف قائلا : «إنهم طابور خامس، خطره علينا أكبر من خطر التنازل عن أرض إسرائيل للعرب» والعرب أعدى أعداء اليهود. 
ويرى أنه يفضل إعطاء أنه يفضل أن يعطي الأرض للعرب، على أن يساوم عليها في علاقته باليهودي الإصلاحي.
3- وصرح حاخام آخر «أرثوذكسي أمريكي» بأن اليهودية في واقع الأمر قد انقسمت انقساما عميقا ليس معهودا إلى يهوديتين : اليهودية الإصلاحية والمحافظة من جهة، واليهودية الأرثوذكسية من جهة أخرى.
4- يقول الحاخام الروسي آحاد (آشر جنزبرج) (1806-1927): (أن اليهودية إذ تخرج من أسوار الجيتو الانعزالية تتعرض لخسارة كيانها الأصلي، أو على الأقل وحدتها القومية، وتصبح مهددة بالانقسام إلى أكثر من نوع واحد من اليهودية).
5- ويكرر المفكر الألماني والزعيم الصهيوني ماكس نوردو (1849-1923) نفس الفكرة في كتاباته إذ يقول : (كانت كل العادات وأنماط السلوك اليهودية تهدف دون وعي إلى شيء واحد، الحفاظ على اليهودية وذلك بعدم الاختلاط بالأغيار حتى تحافظ على المجتمع اليهودي، ولنستمر في تذكير الفرد اليهودي بأنه سيفقد ويهلك إن هو تخلى عن شخصيته الفريدة، وهذا الدافع نحو الانفصال عن الغير، كان منبع كل قوانين الطقوس الدينية التي كان اليهودي يعتبرها -عادة- في مرتبة إيمانه ذاته) فإتباع حركة التنوير – حسب تصوره - فيه قطع لكل جذور الحياة بالنسبة لليهود وفيه تقويض لبيت (إسرائيل) كليا.
6- ويرى «سامسون هرس» أن موت اليهودية هو في تطويعها لمبادئ العصر.
7- كما هاجمها الحاخام «الياهو بكاشي» واتهمها بإذابة ثلث اليهود في المجتمعات غير اليهودية، وشبهها بالنازية، وهذا يشكل خطرا على أفرادها، وقد طلب الحاخام «أروي رجف» من حكومة إسرائيل التحقيق مع الحاخام بكاشي لإهداره دم اليهود الإصلاحيين إلى المجالس الدينية.
8- ومن بين أشد المعارضين للإتجاهات الإصلاحية وأصلبهم عودا وأغزرهم مادة الربائي «موسى صوفر» (1763-1863) من يهود برسبورغ الذي كان حاخاما ذائع الشهرة ومعروفا بفتاويه الشرعية التي بلغت في مجموعها مجلدات ضخمة، والتي ما تزال لها قيمة شرعية لا تنسى.
لقد انقلب صوفر بعنف على كل دعوة إلى الحداثة والإصلاح في شئون الحياة الدينية لليهود، وإليه وإلى جهوده وصراعه الدائب المستمر ضد الإصلاحيين يعود الفضل في انحسار تيار الحركة الإصلاحية وفشلها في هنغاريا على الرغم من جهود أتباعها المخلصين وحماسهم المتزايد في الدعوة إلى برامجها.
9- وفي ألمانيا فقد وجدت الأصولية المحافظة أعظم نصير لها في شخص «سمسون روفائيل هيرش»(1808-1888) الذي عارض بشدة بالغة أتباع الحركة الإصلاحية، وأسس منهجا مغايرا لها عرف فيما بعد ب«الأرثوذكسية المحدثة».
وقد أعلن هيرش باعتباره ربائيا مسئولا عن طائفة الأرثوذكس في فرانكفورت مبدأ الاعتزال أو الهجرة، قاصدا به ضرورة انفصال اليهود الأصوليين عن المجتمعات والهيئات التي تسود فيها النزعة الإصلاحية، وتأسيس مجتمعات خاصة بهم.
تلك وغيرها كانت معوقات موضوعية أمام اندماج اليهود في مجتمعاتهم الأوروبية. لكن السبب الذاتي الكامن في الطبيعة الانعزالية – القبلية – للديانة اليهودية، كان العامل الحاسم في فشل حركة الهسكلاة – التنوير" بتفاعلة مع ما ذكرنا من عوامل موضوعية.

## النتيجة ومستقبل الحركة
نتيجة لما سبق، ولما كان أيضا على الإصلاحيين أن يواجهوا العالم غير اليهودي، مطالبين الأمم الأخرى بالشرائع الضرورية للاندماج والمواطنة، أي أنهم كانوا مضطرين إلى أن يخوضوا معركة الحرية وحقوق الإنسان في نفس الوقت.
ولما كانت الحركة معارضة ومخالفة لما أكدته مسيرة التاريخ اليهودي كان سرعان ما ظهرت عيوب الحركة للمؤمنين بالعقيدة اليهودية. 
ولهذا لم تسر الأمور بالنسبة لهم يسيرة هينة، مما سبب أن: انكمش كثير من اليهود عن حركة الإصلاحيين كما سبق.
وأخذت في تعديل رؤيتها بشكل يتواءم مع الرؤية الصهيونية، وبالفعل بدأ الإصلاحيون في العودة إلى فكرة القومية اليهودية الصهيونية، وإلى فكرة الأرض المقدسة.
وقد حاولوا تبرير هذا التحول فبينوا أن الأنبياء كانوا يؤيدون الإتجاه القومي الديني دون أن يتخلوا عن الدفاع عن الأخلاقيات الإنسانية العالمية، ودون أن يجدوا أي تناقض بين الموقفين.
والعام 1935 كان بداية انهيار التيار الإصلاحي، وقد جاء في البيان الختامي للمؤتمر المركزي له: «... كانت المقررات التي اتخذها المؤتمر المركزي للحاخامات الأمريكيين تصب في الخط المعارض للصهيونية، إلا أننا مقنعون بأن القبول بالبرنامج الصهيوني أو رفضه يجب أن يترك أمره للحرية الشخصية لأعضاء المؤتمر. لذلك فإن المؤتمر لن يأخذ أي موقف من موضوع الصهيونية»، وفي العام 1937 في مؤتمر كولومبس، جاء في البند الخامس من البيان الختامي: «إن اليهودية هي الروح، وإسرائيل الجسد»، وأضاف البيان: «يجب على كل يهودي تقديم العون لبناء فلسطين وطناً لليهود، لا من أجل أن تكون مأوى للمستضعفين فحسب بل لتكون مركزاً للحضارة اليهودية والحياة الروحية».
بل قد تزايد النفوذ الصهيوني داخل معسكر اليهودية الإصلاحية إلى درجة أن الاتحاد العالمي لليهودية التقدمية (أي الإصلاحية) عقد مؤتمره السنوي الخامس عشر في مدينة القدس للمرة الأولى عام 1968، وذلك عقب عدوان1967 وفي غمرة الحماس القومي الذي اكتسح يهود العالم نتيجة للانتصار الإسرائيلي، وقد تزايدت أيضا العناصر القومية في الشعائر الإصلاحية (حيث تتلى الآن بعض الصلوات بالعبرية)، كما أن الإصلاحيين ينفخون في البوق (شوفار) في المعبد في عيد رأس السنة وأدخلوا بعض العناصر التراثية على الصلوات الأخرى.
وبدأت اليهودية الإصلاحية، ابتداء من منتصف السبعينات تساهم بشكل واضح في الحركة الصهيونية، حيث أصبحت ممثلة فيها من خلال جمعية أراز (جمعية الصهاينة الإصلاحيين في أمريكا)، وقد انضم الاتحاد العالمي لليهودية التقدمية إلى المنظمة الصهيونية العالمية عام 1976, وانضمت أرتسينو (الرابطة الدولية للصهاينة الإصلاحيين) باعتبارها حزبا صهيونيا إلى المنظمة، فأصبح لليهودية الإصلاحية كيبوتسات ومؤسسات تربوية في إسرائيل وتنظيمات لجمع الأموال لها.
وفي عام 1976، عقد آخر المؤتمرات الإصلاحية التي أعادت صياغة العقيدة اليهودية في سان فرانسيسكو، ويلاحظ في قراراته أنها تحث على استمرار الاتجاه نحو تعميق البعد القومي، وقد بدأت اليهودية الإصلاحية تتجه نحو محاولة الالتزام ببعض الشعائر اليهودية، وقد صدر في عام 1975 كتاب إصلاحي جديد للصلوات يسمى بوابات الصلاة، وهو كتاب تتبدى فيه الاتجاهات الصهيونية السابقة، وقد صدر ليحل محل الكتاب الذي صدر عام 1941.
وفي عام 1988 أصدرت أرتسينو بيانا يحدد موقفها من الصهيونية فأكدت أهمية إسرائيل بالنسبة ليهود العالم ولكنها أكدت أيضا التعددية في حياة اليهود، وهي تعددية لا تستبعد العلمانية الشاملة، ولذا فهي تؤيد كلا من الدياسبورا والهجرة الاستيطانية، وطالب البيان حكومة إسرائيل بأن تبتعد عن القمع الديني والعنف السياسي، ودافع عن حقوق العرب ودعا إلى حل سلمي للصراع العربي الإسرائيلي، مبني على الضمانات، والتنازلات المتبادلة.
لم تكتف الحركة الصهيونية بهذا التحول في مواقف التيار الإصلاحي، بل كثفت جهودها للسيطرة عليه بشكل كامل، وقد نجحت في ذلك من خلال فوز مرشحها الحاخام إدوارد إسرائيل بمنصب الأمين التنفيذي لاتحاد الأبرشيات العبرية الأمريكية، إضافة إلى مركزه كعضو في اللجنة التنفيذية للمنظمة الصهيونية الأمريكية، وأكملت الصهيونية نجاحها بفوز مرشحها جيمس هللر عضو اللجنة التنفيذية للمنظمة الصهيونية بمنصب رئيس الاتحاد المركزي للحاخامين الأمريكيين. 
وبينما يقول الدكتور حسن ظاظا : (وربما كانت الكلمة الأخيرة في مستقبل الحركة اليهودية للإصلاحيين لم تقل بعد).
يقول امين اسكندر وهو باحث وكاتب مصري : (وفشلت حركة التنوير وظهرت الحركة الصهيونية على المسرح).